# 明甲辰科场案
明甲辰科场案，也称嘉靖二十三年会试科场案，是指明朝嘉靖二十三年（1544年）的科举会试舞弊案。

## 背景
嘉靖年间，京师地区的考试舞弊现象已经存在。礼部官员陈裴曾为考生冒籍事件向明世宗作过详细报告，历述了顺天府科举考试的舞弊情况。之后有御史上书揭发朝廷官员的亲属冒充京籍中举。御史谢九仪也揭发郑梦纲等十人的冒籍行为。有官员揭露顺天乡试副主考浦应麒出卖考题。

## 经过
嘉靖二十三年（1544年），甲辰科会试主考官、礼部尚书兼翰林学士张潮在进入贡院后，三场笔试刚结束突然病逝。副主考官江汝璧主持试事，并在同考官茅瓒的协助下主持阅卷，录取了328人。期间江汝璧与考官沈坤、彭凤、欧阳㬇、高节等人，徇私舞弊，录取了明朝大学士翟銮的儿子翟汝孝、翟汝俭。殿试之后，翟汝孝位列一甲第三名。事后，有人举报翟氏兄弟在嘉靖二十二年同榜中式順天乡试，会试又同登进士。舆论一时沸腾，并流传歌谣“一銮当道，双凤齐鸣”；因此，翟銮提出复试的要求。但此提议遭到明世宗拒绝，明世宗改派吏部、都察院调查处理。
后经审查，乡试时正副主考秦鸣夏、浦应麒存在讨好翟銮而录其二子。而会试时副主考江汝璧等又有意把翟氏兄弟、翟氏受业师崔奇勋，翟汝俭亲家焦清等四人的座位安排在一起（同号）。考官欧阳㬇作为翟氏兄弟老师佯装避嫌，却私下帮忙辨认字迹。同考官中，彭凤录取翟氏兄弟及崔奇勋，沈坤录取陆炜，高节录取江一中。此外，高节通过校尉张岳受贿五百两银，录取彭谦。
明世宗将翟銮、翟汝孝、翟汝俭、崔奇勋、焦清、彭凤、欧阳㬇削职为民。江汝璧及秦鸣夏、浦应麒无受贿情节，各杖六十，革职闲住。沈坤、陆炜、江一中未见贿赂罪行，情节较轻，留用供职。高节、张岳二人有受贿罪行，发配充军，彭谦削职为民。负责会试纠察的监察御史王珩、沈越失职，各降一级，调任地方。

## 其他
秦鸣夏虽因谄媚权贵被罚杖六十，但其亲弟秦鸣雷因科举表现出众，获得本科（嘉靖二十三年甲辰科）的状元（一甲第一）。